# Edmundo Cea
Edmundo Cea (Tigaon, 10 juni 1911 - 30 december 1993) was een Filipijns politicus. 

## Biografie
Edmundo Cea werd geboren op in 10 juni 1911 in Tigaon in de Filipijnse provincie Camarines Sur. Zijn ouders waren Angela Bombase en voormalig afgevaardigde Severo Cea. Na het voltooien van zijn middelbareschoolopleiding aan het Colegio de San Juan de Letran als valedictorian in 1927 studeerde hij aan University of Santo Tomas. Tijdens zijn studententijd was Cea president van de studentenraad. Hij behaalde een Bachelor of Philosophy en een bachelor-diploma rechten. Aansluitend slaagde hij in 1935 als bartopnotcher (best scorende kandidaat) voor het bar exam (toelatingsexamen van de Filipijnen). Nadien had hij een advocatenpraktijk in Naga tot de uitbraak van de Tweede Wereldoorlog in de Filipijnen.
In de oorlog was Cea een guerillaleider in Camarines Sur. Na de oorlog werd hij benoemd tot provinciaal aanklager (fiscal). In zijn periode als aanklager viel hij op door zijn 100% veroordelingscore van de door hem aangespannen zaken. In 1949 werd Cea namens de Nacionalista Party gekozen als afgevaardigde van het 2e kiesdistrict van Camarines Sur in het Filipijns Huis van Afgevaardigden. Hij versloeg daarbij de zittende afgevaardugde Caruso Moll. In het huis onderscheidde hij zich dusdanig van andere afgevaardigden, dat hij diverse keren door de Congressional Press Club werd gekozen tot een van beste afgevaardigde van het jaar. In 1953 werd Cea daarop gekozen in de Senaat van de Filipijnen. In de Senaat was hij onder meer voorzitter van de commissie voor commercie en industrie.
In 1971 werd Cea gekozen als afgevaardigde op het Constitutionele Conventie. Ook was hij van 1984 tot 1986 een van de leden van de Batasang Pambansa, het Filipijnse parlement in de laatste periode van het presidentschap van Ferdinand Marcos. Tevens was Cea de eerste decaan van de rechtenfaculteit van University of Nueva Caceres. Tegen het einde van zijn leven was hij voorzitter van de Nacionalista Party in Bicol Region.
Edmundo Cea overleed in 1993 op 82-jarige leeftijd. Hij was getrouwd met Gloria Novelo en kreeg met haar twee kinderen.